# مالكوم فلويد
مالكوم فلويد (بالإنجليزية: Malcolm Floyd)‏ هو لاعب كرة قدم أمريكية أمريكي، ولد في 19 ديسمبر 1972 في سان فرانسيسكو في الولايات المتحدة.

## وصلات خارجية
- مالكوم فلويد على موقع مرجع كرة القدم المحترفة.كوم (الإنجليزية)